# 奧卑利

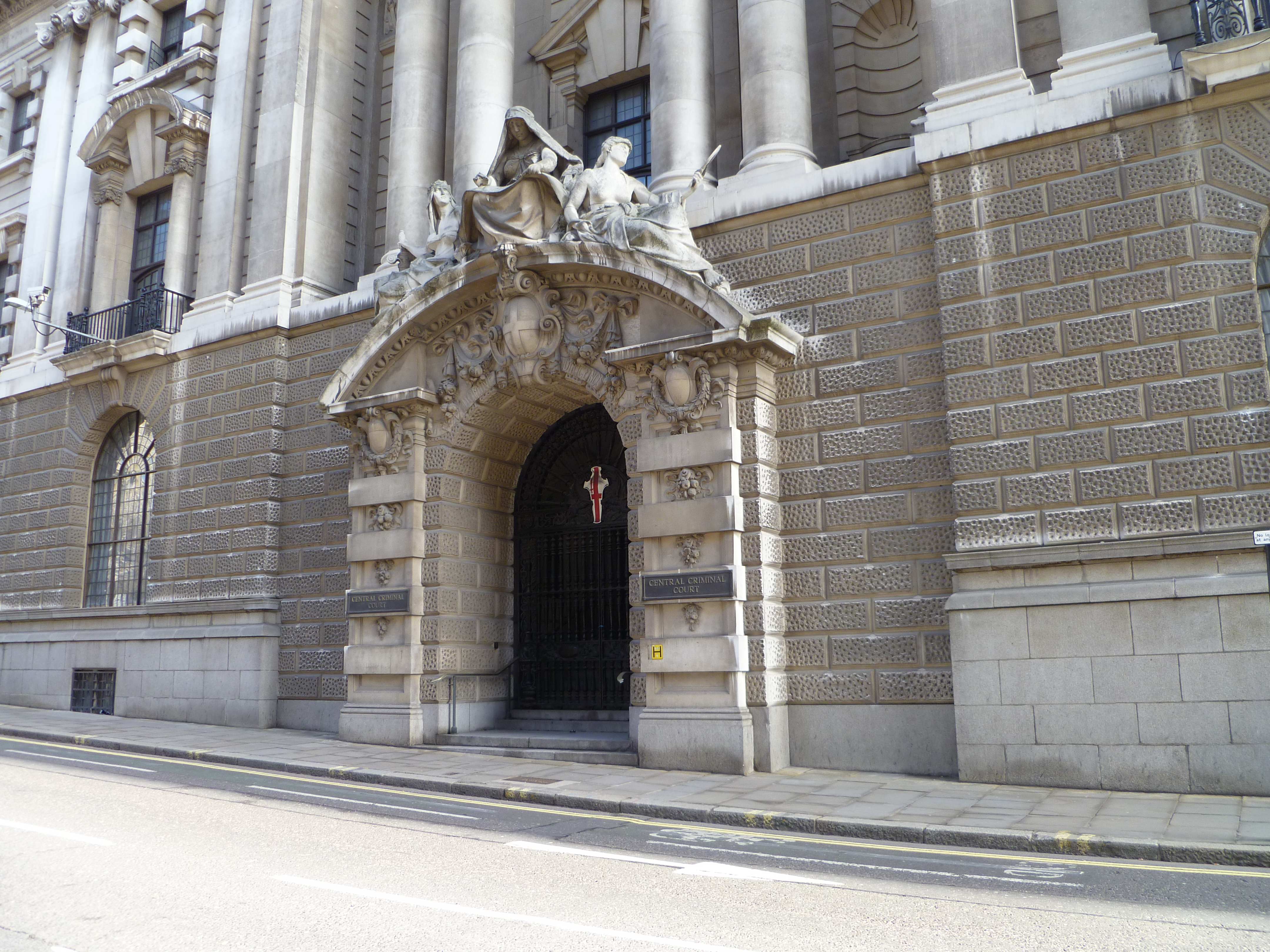
入口

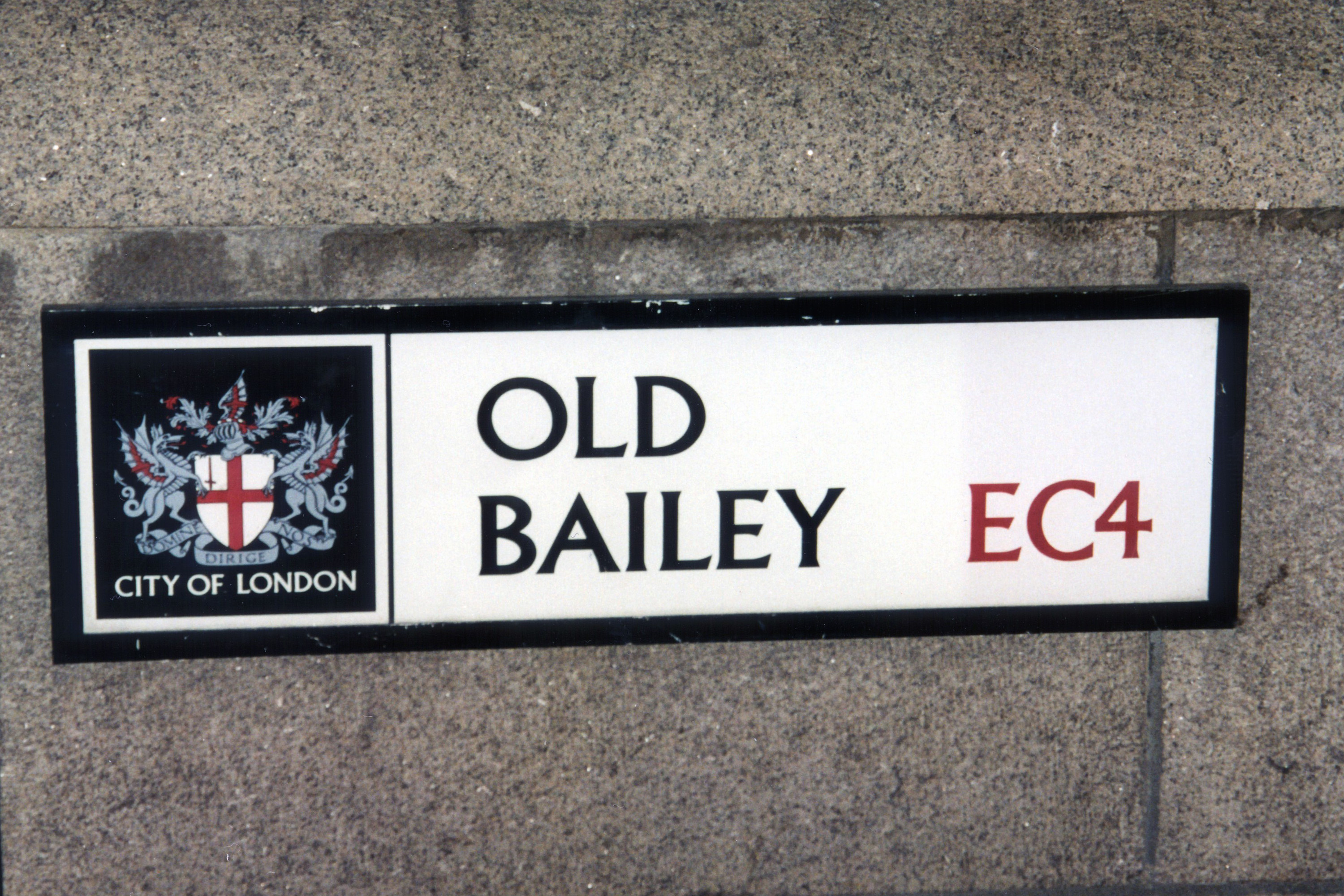
路牌

中央刑事法院（英語：Central Criminal Court）是位于英国伦敦的法院，负责处理英格兰和威尔士的重大刑事案件。此地曾是中世纪新门监狱的所在地。
中央刑事法院所在街道俗稱奧卑利（Old Bailey），意為“老墙”，因此处原为伦敦城墙的一部分，城墙拆除后改建为街道，故而得名。香港的奧卑利街以奧卑利得名。